# 丽妮·玛丽亚妮·苏马尔诺·苏万迪
丽妮·玛丽亚妮·苏马尔诺·苏万迪（1958年6月9日—），女，是印度尼西亚经济学家、政治人物，曾在印尼史上首位女总统梅加瓦蒂·苏加诺普特丽领导的内阁中任工业与贸易部长，并于佐科·维多多总统领导的内阁中担任国有企业部长。

## 履历
- 2014年－2019年：佐科内阁国有企业部长。
- 2008年－2014年：奥拉电视台董事。
- 2001年－2004年：梅加瓦蒂内阁工业与贸易部长。
- 1998年－2000年：PT Astra Internasional董事局主席
- 1990年－1998年：Astra Internasional财务总监
- 2000年：PT Semesta Citra Motorindo总专员
- 2000年：PT Agrakom专员
- 1999年：PT Astra Agro Lestari总专员
- 1998年：印度尼西亚共和国财政部高级顾问。
- 1998年：全国银行重组机构副总裁
- 1995年：PT Astra Agro Lestari专员
- 1995年：雅加达证券交易所专员。
- 1993年：PT United Tractors副总专员
- 1990年：环球银行专员。
- 1989年：PT阿斯特拉国际财务部总经理。